# Palacio de Raghadan
El Palacio de Raghadan es un palacio real situado en el complejo de la Corte Real de Al-Maquar en Amán, Jordania.
Construido en 1926, la propiedad se convirtió en la residencia del rey Abdullah I, que pasaría a ordenar la construcción de varios palacios más en los alrededores. El palacio está construido en un estilo tradicional islámico, con rasgos inspirados en la mezquita de al-Aqsa en Jerusalén. La sala del trono Raghadan alberga varias ceremonias importantes, así como reuniones con los jefes de Estado. El palacio fue restaurado en la década de 1980 después de un incendio, aunque el monarca actual no vive en la propiedad.